# Чемпіонат Південної Америки з футболу 1921
Чемпіонат Південної Америки з футболу 1921 року — п'ятий розіграш головного футбольного турніру серед національних збірних Південної Америки. Турнір відбувався в Буенос-Айресі з 2 по 30 жовтня 1921 року. Переможцем вперше стала збірна Аргентини, яка виграла всі матчі на турнірі.

## Формат
Відбірковий турнір не проводився. Вперше на турнірі взяв участь Парагвай, натомість Чилі відмовилась від участі через внутрішні проблеми в команди. Чотири учасники, Аргентина, Бразилія, Парагвай і Уругвай, мали провети один з одним матч за круговою системою. Переможець групи ставав чемпіоном. Два очки присуджувались за перемогу, один за нічиєю і нуль за поразку. У разі рівності очок у двох лідируючих команд призначався додатковий матч.
Всі матчі були зіграні на стадіоні Спортіво Барракас у Буенос-Айресі.

## Підсумкова таблиця
| Збірна    | І | В | Н | П | ГЗ | ГП | Р  | О |
| --------- | - | - | - | - | -- | -- | -- | - |
| Аргентина | 3 | 3 | 0 | 0 | 5  | 0  | +5 | 6 |
| Бразилія  | 3 | 1 | 0 | 2 | 4  | 3  | +1 | 2 |
| Уругвай   | 3 | 1 | 0 | 2 | 3  | 4  | −1 | 2 |
| Парагвай  | 3 | 1 | 0 | 2 | 2  | 7  | −5 | 2 |

| 2 жовтня 1921 |

| Аргентина     | 1–0 | Бразилія |
| ------------- | --- | -------- |
| Лібонатті 27' |     |          |

| Спортіво Барракас, Буенос-Айрес Арбітр: Рікардо Вальяріно (Уругвай) |

| 9 жовтня 1921 |

| Парагвай           | 2–1 | Уругвай        |
| ------------------ | --- | -------------- |
| Рівас 9' Лопес 66' |     | П'єндібене 83' |

| Спортіво Барракас, Буенос-Айрес Арбітр: Херонімо Рапоссі (Аргентина) |

| 12 жовтня 1921 |

| Парагвай | 0–3 | Бразилія                     |
| -------- | --- | ---------------------------- |
|          |     | Мачадо 21', 44' Кандіота 46' |

| Спортіво Барракас, Буенос-Айрес Арбітр: Рікардо Вальяріно (Уругвай) |

| 16 жовтня 1921 |

| Аргентина                              | 3–0 | Парагвай |
| -------------------------------------- | --- | -------- |
| Лібонатті 1' Саруппо 71' Ечеверрія 76' |     |          |

| Спортіво Барракас, Буенос-Айрес Арбітр: Рікардо Вальяріно (Уругвай) |

| 23 жовтня 1921 |

| Уругвай       | 2–1 | Бразилія   |
| ------------- | --- | ---------- |
| Романо 1', 8' |     | Зезе I 53' |

| Спортіво Барракас, Буенос-Айрес Арбітр: Віктор Кабаньяс Сагіер (Парагвай) |

| 30 жовтня 1921 |

| Аргентина     | 1–0 | Уругвай |
| ------------- | --- | ------- |
| Лібонатті 57' |     |         |

| Спортіво Барракас, Буенос-Айрес Арбітр: Педро Сантос (Бразилія) |

## Чемпіон

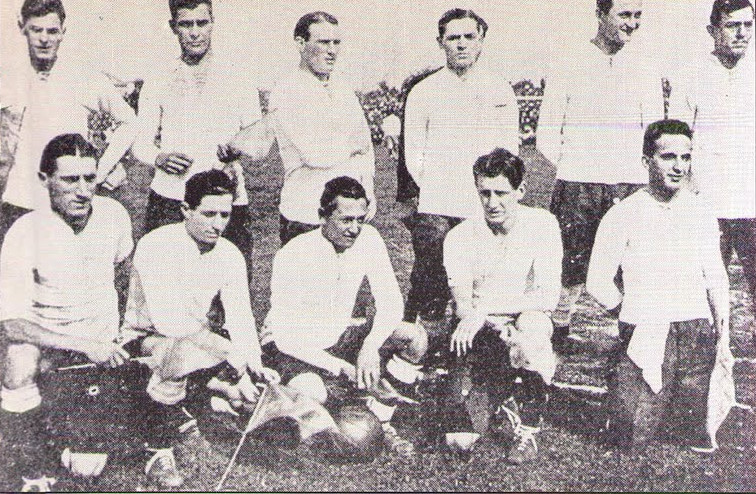
Збірна Аргентини — переможці турніру 1921 року.

| Чемпіон Південної Америки 1921 |
| ------------------------------ |
| Аргентина 1-й титул            |

## Найкращі бомбардири
3 голи
- Хуліо Лібонатті

2 голи
- Мачадо
- Анхель Романо